# Ideye Brown
Ideye Aide Brown (Yenagoa, Nigéria, 1988. október 10. –) nigériai labdarúgó.

## Pályafutása
Brown 2003-ban került a Bayelsa United ifiakadémiájára, majd 2005-ben kapott profi szerződést. 2006-ban leigazolta az Ocean Boys, ahol megnyerte a nigériai bajnoki címet. 2008 januárjában aláírt a svájci Neuchâtel Xamax csapatához, ahol 2010-ig maradt, majd leigazolta a Sochaux.

## Válogatott
Brown részt vett a 2007-es U20-as világbajnokságon, ahol öt meccsen lépett pályára és egy gólt szerzett. Bár a felnőtt válogatottban eddig még nem játszott, behívót kapott a 2010-es világbajnokságra.

## Sikerei, díjai

### Klub
- Dinamo Kijiv
  - Ukrán kupa: 2013–14
  - Ukrán szuperkupa: 2011

- Olimbiakósz
  - Görög bajnok: 2015–16

### Válogatott
- Nigéria
  - Afrikai nemzetek kupája: 2013

## Külső hivatkozások
- Pályafutása statisztikái[halott link]

## Fordítás
- Ez a szócikk részben vagy egészben  az   Ideye Aide Brown című angol Wikipédia-szócikk fordításán alapul.  Az eredeti cikk szerkesztőit annak laptörténete sorolja fel. Ez a jelzés csupán a megfogalmazás eredetét és a szerzői jogokat jelzi, nem szolgál a cikkben szereplő információk forrásmegjelöléseként.